# Claude Viet
 (août 2023).
La mise en forme du texte ne suit pas les recommandations de Wikipédia : il faut le « wikifier ».
Les points d'amélioration suivants sont les cas les plus fréquents. Le détail des points à revoir est peut-être précisé sur la page de discussion.
- Les titres sont pré-formatés par le logiciel. Ils ne sont ni en capitales, ni en gras.
- Le texte ne doit pas être écrit en capitales (les noms de famille non plus), ni en gras, ni en italique, ni en « petit »…
- Le gras n'est utilisé que pour surligner le titre de l'article dans l'introduction, une seule fois.
- L'italique est rarement utilisé : mots en langue étrangère, titres d'œuvres, noms de bateaux, etc.
- Les citations ne sont pas en italique mais en corps de texte normal. Elles sont entourées par des guillemets français : « et ».
- Les listes à puces sont à éviter, des paragraphes rédigés étant largement préférés. Les tableaux sont à réserver à la présentation de données structurées (résultats, etc.).
- Les appels de note de bas de page (petits chiffres en exposant, introduits par l'outil «  Source ») sont à placer entre la fin de phrase et le point final[comme ça].
- Les liens internes (vers d'autres articles de Wikipédia) sont à choisir avec parcimonie. Créez des liens vers des articles approfondissant le sujet. Les termes génériques sans rapport avec le sujet sont à éviter, ainsi que les répétitions de liens vers un même terme.
- Les liens externes sont à placer uniquement dans une section « Liens externes », à la fin de l'article. Ces liens sont à choisir avec parcimonie suivant les règles définies. Si un lien sert de source à l'article, son insertion dans le texte est à faire par les notes de bas de page.
- La présentation des références doit suivre les conventions bibliographiques. Il est recommandé d'utiliser les modèles {{Ouvrage}}, {{Chapitre}}, {{Article}}, {{Lien web}} et/ou {{Bibliographie}}. Le mode d'édition visuel peut mettre en forme automatiquement les références.
- Insérer une infobox (cadre d'informations à droite) n'est pas obligatoire pour parachever la mise en page.

Pour une aide détaillée, merci de consulter Aide:Wikification.
Si vous pensez que ces points ont été résolus, vous pouvez retirer ce bandeau et améliorer la mise en forme d'un autre article.
Claude Viet (né le 17 juillet 1952) est un haut fonctionnaire français ayant effectué la majeure partie de sa carrière à La Poste.

## Biographie
Diplômé de l'école Nationale Supérieure des Postes et Télécommunications (ENS PTT), Claude Viet rejoint La Poste en 1971. Il est adjoint au chef de service régional des postes de Champagne-Ardenne (1979-1980), puis chef du bureau de l'organisation à la direction générale des postes au Ministère des PTT (1980-1982), avant d'être directeur du cabinet du directeur général de La Poste (1982-1984).
Il est ensuite directeur de La Poste de l'Oise (1984-1986), il fut, de 1986 à 1988,  Sous Directeur, adjoint du chef de service du personnel de La Poste, à la Direction Générale de La Poste, puis de 1988 à 1993, Directeur de La Poste des Hauts-de-Seine, avant d'être nommé conseiller technique, chargé des questions postales, au cabinet de Gérard Longuet, Ministre de l'industrie, des Postes et Télécommunications et du commerce extérieur (1993-1994).
En février 1994, il est nommé Directeur des Ressources Humaines de La Poste et chargé de la réforme des statuts et des règles de gestion du personnel (mise en œuvre de la réforme des PTT de 1991). Il devient directeur général adjoint en 1995, puis directeur du courrier en 1996, à la suite de la grève de 1995, afin d'engager le redressement et la modernisation de ce secteur d'activité.
En décembre 1996, il fut promu parallèlement directeur général de La Poste.
Fin 1997, à la suite du changement de majorité et au regard du climat social tendu à La Poste, il est nommé Président Directeur Général de l'Aéropostale - échangeant ainsi son poste avec Martin Vial, -, compagnie aérienne commune à La Poste et à Air France, et met en œuvre la transformation complète de cette filiale, devenue en 2000, Europe AIRPOST.
Le 18 octobre 2002, le gouvernement lui confie une mission exploratoire sur l'anticipation et l'accompagnement des mutations économiques en France, ; mission qui lui vaudra le titre de "Monsieur Plans sociaux",.
À la suite de son rapport rendu public le 28 janvier 2003, il prend la responsabilité de la Mission Interministérielle sur les Mutations Économiques (MIME), rattachée à François Fillon, afin de définir et faire valider une politique, une organisation des services de l’État, et une démarche de mobilisation et de coordination en la matière (CIADT du 26 mai 2003). Après des débuts chaotiques reflétant les tiraillements au sein du gouvernement, il quitte ses fonctions en octobre 2003.
Nommé conseiller du président de La Poste pour le développement international en octobre 2003, Claude Viet devient directeur de l’audit du groupe La Poste le 1er janvier 2005. Il est en 2008 nommé président de l'Institut français de l'audit et du contrôle internes (IFACI).

## Distinctions
- Officier de l'ordre national du Mérite
- Chevalier de la Légion d'honneur[19]
- ancien membre du Conseil Supérieur de la Fonction Publique et du Conseil Supérieur de l'Aviation Marchande